# Orthogonis obliquistriga
Orthogonis obliquistriga là một loài ruồi trong họ Asilidae. Orthogonis obliquistriga được Walker miêu tả năm 1861. Loài này phân bố ở miền Australasia.